# Zenn (rzeka)
Zenn – rzeka w Bawarii, lewy dopływ Regnitz. 